# Corses
Pour les articles homonymes, voir Corses (ethnie nuragique) et Corses italiens.
Les Corses (en corse, italien et ligure : Corsi) sont un peuple d'origine italique d'Europe du Sud originaire de Corse, la quatrième plus grande île de la mer Méditerranée, et parlant une langue italo-romane, le corse.
Leurs premiers ancêtres furent les anciens corses, aussi implantés dans l'extrême nord de la Sardaigne. Ils sont apparentés aux Sardes, aux Espagnols, aux populations d'Italie centrale et du nord et dans une moindre mesure aux Grecs.
Ils doivent leur nom aux Corsi, un peuple antique tribal originaire du nord de la Sardaigne qui s'est installé sur l'île qui porte désormais leur nom. Les Corsi étaient d'anciens Sardes, avec les Bàlari et les Ilienses.
Les caractéristiques anthropologiques et biologiques sont à l'origine d'une singularité, telles que la langue corse, composante incontournable et indissociable, un isolat marqué par l'insularité qui favorisa l'endogamie durant des siècles.
Leur histoire est mouvementée, les hommes étaient connus pour être des militaires depuis le Moyen-âge, où, à travers le temps, ils ont participé à des guerres en tant que condottieri et de nombreuses unités militaires de plusieurs pays avaient des divisions Corses (la Garde corse pontificale, les Bandes corses du Royaume de France et les Royal Corsican Rangers britanniques). Ils ont participé à la Révolution française, à l'Empire où ils ont une place forte, notamment l'Empereur mais aussi plusieurs généraux. La culture corse est très spécifique et la religion a un fort rôle dans celle-ci.

## Ethnonymie
En corse : Corsu. En italien : Còrso. En sarde : Cossu ou même Corsicanu (latin : Corsicanus).

## Anthropologie, ethnologie et histoire

### Antiquité
Les Corses modernes doivent leur nom à un ancien peuple connu par les Romains sous le nom de Corsi. Les Corsi, qui ont donné leur nom à l'île, étaient en fait originaires de la partie nord-est de la Sardaigne nuragique (Gallura). Selon Ptolémée, les Corsi étaient constitués d'un grand nombre de tribus qui vivaient en Corse (à savoir les Belatones ou Belatoni , les Cervini, les Cilebenses ou Cilibensi, les Cumanenses ou Cumanesi, les Licinini, les Macrini, les Opini, les Subasani, les Sumbri, les Tarabeni, les Titiani et les Venacini) ainsi que dans l'extrême nord-est de la Sardaigne (les Lestricones , Lestrigones ou Lestriconi / Lestrigoni , les Longonenses ou Longonensi). Ces Corsi partageaient l'île avec les Tibulati, qui habitaient à l'extrême nord de la Sardaigne, près de l'ancienne ville de Tibula.
Louis Dussieux considère les Corses comme étant un peuple descendant des Ligures, il indique également qu'ils sont mêlés d'éléments pélasgiques (premiers habitants de la Grèce) et qu'ils ont été italianisés. D'après Giovanni Ugas, il est probable que les Corses de l'antiquité appartiennent à la famille des peuples Ligures.
Strabon dit que quand les capitaines romains faisaient quelques courses en Corse et qu'ils emmenaient un grand nombre d'esclaves à Rome, on regardait avec admiration le fait que les Corses étaient tous sauvages et tenaient plus de la bête que de l'homme : car ou ils se pourchassaient à mort en toutes les façons qui leur étaient possibles, ou bien ils ennuyaient si fort leurs maitres avec leur impatience et leur peu d'esprit, que lesdits maitres se fâchaient d'y avoir mis leur argent, encore qu'ils ne leur eussent coûté que fort peu.
Les Corses, après la conquête romaine, sont intégrés à l'administration et à l'armée de la République romaine puis de l'Empire. La population corse bénéficie de la Pax Romana et des unions entre insulaires et latins mènent alors à l'intégration complète des Corses (désormais d'origine mixte Latin-Corsi). Tacite décrit les légionnaires Corses comme de « Bons cavaliers et bons fantassins, les Corses étaient aussi d'excellents marins. La flotte de Misène avait deux stations dans l'île, l'une à Aléria et l'autre à Mariana. Le commandement de la flottille était exercé par un "triérarque des galères. »,
Comme dans le reste de l'Empire au IVe siècle, ils sont progressivement christianisés. La Corse est plutôt calme pendant 500 ans de règne romain et la population devient progressivement ethniquement italiques à la fin de l'Empire.
À la suite de l'effondrement de l'Empire romain, la Corse subit l'invasion des Vandales et est intégrée dans le Royaume Vandales. Les Vandales détruisent des monastères par opposition religieuse (les Vandales étant des Chrétiens ariens, ils sont hostiles aux Chrétiens nicéen), mais les germains ne s'attaquent pas à la population. S'ensuit alors une domination lombarde qui chassent les Vandales de la Corse.

### Moyen Âge
En 1310, la Corse inquiète l'église catholique du fait que les Ghjuvannali, une secte déviante issue des franciscains considérée comme hérétique se propage parmi la population. Les autorités catholiques, appuyées par des opposants locaux parviennent à anéantir la secte en 1364.
Toutefois, durant le XVIe siècle, les insurgés Corses menés par Sampiero Corso sont alliés avec l’alliance franco-ottomane contre la république de Gênes qui opprimait les Corses et les ottomans participent à la guerre corso-génoise de 1553 aux côtés des insurgés Corses, ce qui épargne de l’esclavage la population indigène de l’île pendant quelques décennies, les insurgés Corses étant les alliés du royaume de France et de l’Empire ottoman contre la guerre plus large contre les Hasbourg.
Au cours des siècles suivants, la Corse fut gouvernée et colonisée par les Pisans (de 1050 à 1295) et les Génois (de 1295 à 1755, lorsque l'île se libéra de La Superba) : cela se reflète dans le fait qu'une grande partie des patronymes d'origine corses ont une consonance italo-romane (Andreani, Andreoni, Agostini, Albertini, Bartoli, Battesti, Benedetti, Buresi, Casanova, Cesari, Colonna, Coppolani, Filippi, Luciani, Padovani, Paoletti, Paoli, Pietri, Rossi, Santoni, Simeoni, etc.). En effet, ils sont pour la plupart issus d’une « traduction » ou « italianisation » datant de l’époque de l’administration pisane ou génoise (qui utilisaient déjà le toscan comme langue officielle). À l'inverse, d'autres patronymes sont directement issus de la colonisation (notamment Benigni, patronyme qui trouve son origine en Toscane ou Fieschi, qui trouve son origine dans la région génoise).
Cela explique aussi le fait que les variétés corses modernes, en particulier celles du Nord, sont considérées linguistiquement comme faisant partie du dialecte toscan. Parce que l'île a été historiquement et culturellement liée au continent italien jusque-là,, les populations italiennes du nord et du centre de l'Italie ont pu contribuer en partie à l'ascendance corse moderne.

### Renaissance
Lors de la fin du Moyen Âge et au début de la Renaissance, les Corses s'illustrent au combat dans de nombreux conflits, beaucoup d'entre eux sont alors mercenaires (ou condottieri) et se battent pour des royaumes parfois rivaux. Des Corses s'illustrent notamment lors de la bataille de Lépante aux côtés de la Sainte Ligue contre l'Empire ottoman, d'autres sont des mercenaires au service du royaume de France (dont Sampiero Corso qui servit également le royaume de Naples et rentrera sur sa terre natale avec l'appui de la France, de Naples et de l'Empire ottoman pour affronter les occupants génois).
Au début du XVIIe siècle, d'après Pierre Davity, les Corses ne sont guère civilisés pour la plupart et il n'y a pas en eux cette politesse que l'on voit chez les Italiens. Ils sont « extrêmement cruels » et retiennent encore ce que César a dit d'eux pour ce regard, néanmoins il y a chez eux de bien bons soldats et des hommes forts courageux. Au reste, ils sont tellement vindicatifs que les Italiens ont un proverbe commun qui dit qu'il ne faut se fier en un Corse ni vif ni mort, car aussitôt que quelqu'un a été tué, soudain tous ses parents s'assemblent pour faire mourir le meurtrier s'il leur est possible.

#### Les bandes corses au service  de la France

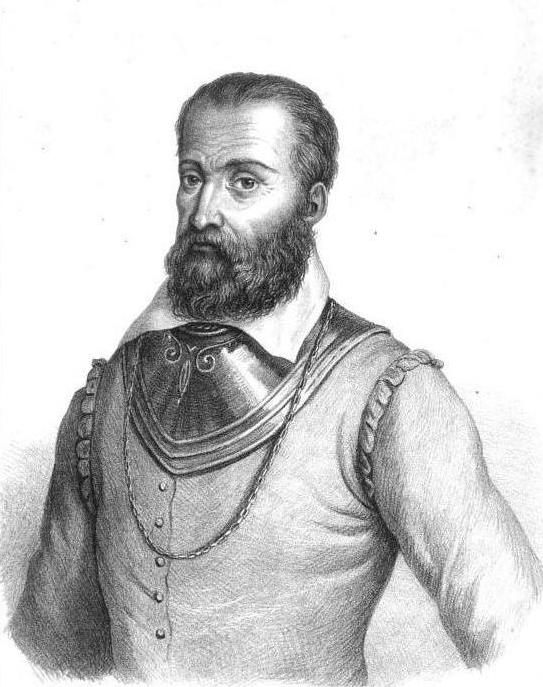
Sampiero Corso (1498-1567), fondateur des bandes corses, proto-nationaliste corse et opposant à la République de Gênes.

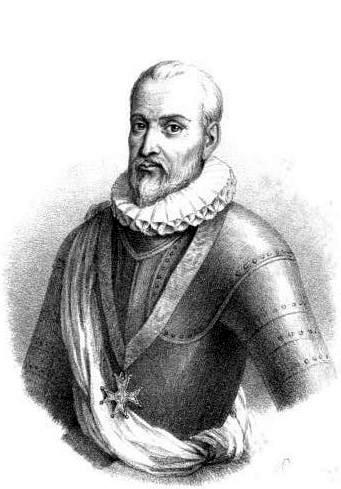
Alphonse d'Ornano (1548-1610), Maréchal de France, fils du précédent.

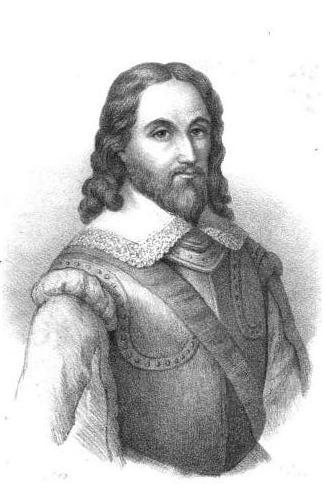
Jean-Baptiste d'Ornano (1581-1626), maréchal de France, fils du précédent et petit-fils de Sampiero Corso.

Les bandes corses étaient des unités militaires du Royaume de France deux siècles avant l'annexion de la Corse par la France, fondées par Sampiero Corso et dirigés par la suite par ses descendants. 
Les bandes corses, dirigées  par Sampieru, avec le soutien des forces françaises de François 1er et les forces ottomanes de Dragut, participent à la Conquête franco-ottomane de la Corse de 1553 contre la République de Gênes et parviennent à repousser les Génois au maximum, avec le soutien de la population, mais la France finit par faire la paix avec Gênes, permettant aux Génois de reprendre la Corse. 
Durant le XVIe siècle, les bandes corses dirigées par Alphonse d'Ornano participent aux guerres de religion du côté du roi Henri III, prenant part à la guerre contre la Ligue qui s'était soulevée contre le pouvoir royal.
Elles étaient au service du Roi de France de 1547 avant d'être remplacées par le Régiment Royal-Corse. Des milliers de Corses en ont fait partie durant deux siècles.

#### Les Corses musulmans d'Afrique du nord

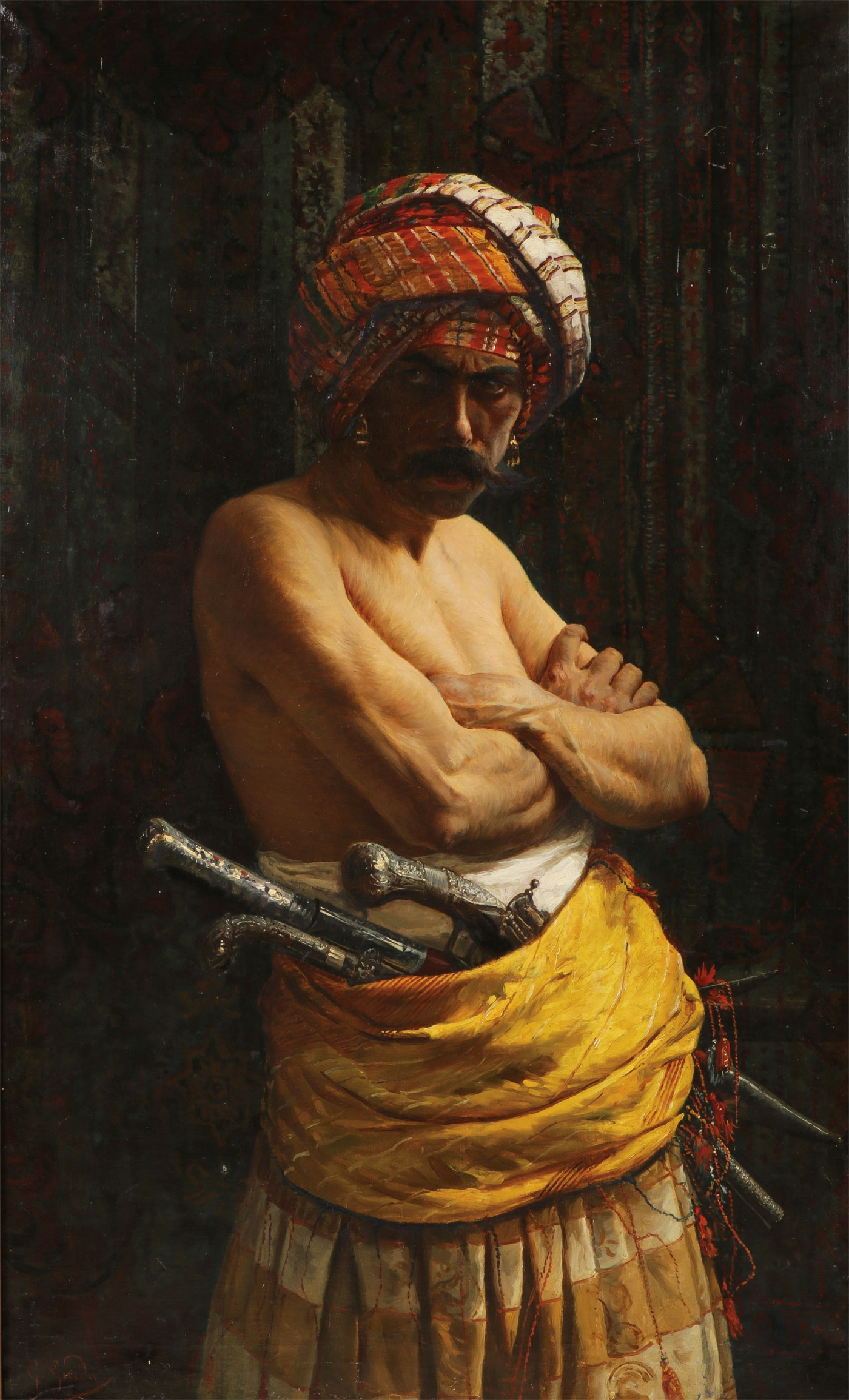
Représentation d'un corsaire barbaresque, par Giovanni Guida (1837-1895).

Les Corses, comme de nombreux peuples méditerranéens d'Europe sont alors victimes des raids des Barbaresques. La plupart des kidnappés sont des enfants qui seront convertis à l'Islam sunnite par la suite. Ils participeront à la Taïfa des raïs par la suite et auront un rôle important. 
Ainsi, la plupart se convertirent à l'Islam, ce qui les affranchi et rejoignent alors les rangs des corsaires Barbaresques, voire l'administration de la Régence d'Alger. Des milliers de musulmans d'Afrique du Nord étaient alors des Corses, dont deux se sont distingués, Hassan Corso et Mami Corso, par leurs participations aux raids et à la gouvernance. Ils se distinguent par leur leadership et sont souvent promus à des postes élevés. 
Comme ce fût souvent le cas, les Corses musulmans sont communautaires, ainsi, les hommes d'Hassan Corso se sont rebellés contre Mehmed Tekkelerli, le gouverneur de la régence d'Alger nommé par Soliman le Magnifique. Durant le conflit, Hassan est capturé et torturé à mort, les Corses musulmans ont jurés de le venger, ce qui souligne le communautarisme dont ils font preuve.
En 1613, Murād Qūrçū (né Ghjucumu Santi) prend le pouvoir dans la Régence de Tunis en succédant à Youssef Dey, fondant la dynastie des Mouradites régnant pendant quatre-vingt dix ans avant d'être renversée par un pacha arabe, Ibrahim Cherif en 1702.
Le dernier Corse musulman d'Afrique du nord connu est Abdallah Montera, proche de l'émir Abdelkader.

### Guerre d'indépendance corse (1729-1769)

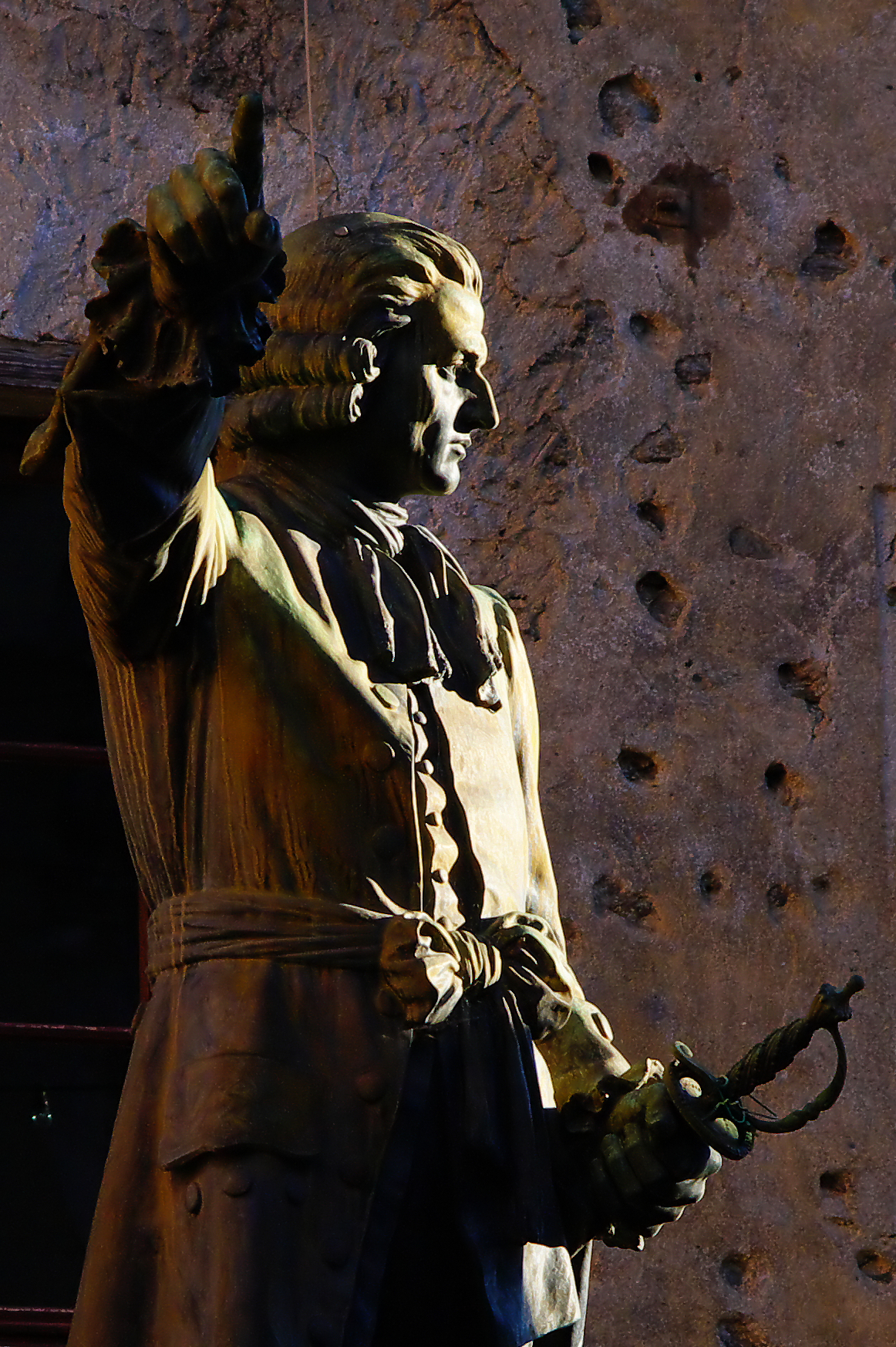
Statue de Jean-Pierre Gaffory (en corse : Ghjuvan Petru Gaffory), chef de l'insurrection corse contre la République de Gênes jusqu'à son assassinat en 1753.

En 1729, alors que la République de Gênes impose des taxes exorbitantes à la population, les corses se soulèvent contre la domination génoise, provoquant la guerre d'indépendance corse. C'est à cette période qu'une identité spécifiquement corse se forge et que naquit le nationalisme corse. 
Les Corses, soulevés par les multiples discriminations qu'ils subissent par les Génois (n'ayant aucun droit de servir dans l'armée génoise, rackettés fiscalement) décident de soutenir une indépendance de l'île, la première indépendance est déclarée en 1735, et ils nomment l'allemand Théodore de Neuhoff roi de Corse.

Le drapeau à la tête de Maure (A testa mora) aux yeux bandés devient le drapeau officiel des insurgés jusqu'en 1755.

La République de Gênes commet également des massacres sur la population civile, comme à Aléria en 1737.
Jean-Pierre Gaffory guide alors la plupart des insurgés du Sud, Domenico Rivarola dirige les insurgés du Nord. Les rebelles obtiennent le soutien du Beylicat de Tunis, du Royaume de Grande-Bretagne et du Royaume de Sardaigne qui était alors entré en guerre contre Gênes. 
En 1755, Pasquale Paoli arrive en Corse et y fonde la République corse, le second état indépendant de Corse. La République corse contrôlait la majeure partie de l'île, mais les côtes étaient toujours aux mains des Génois. Paoli doit également faire face à un autre adversaire, Mariu Emmanuele Matra qui a établi un gouvernement rival. Paoli sort vainqueur et est massivement soutenu par la population. 
Durant les années 1760, les Corses rebelles lancent des raids contre des villes corses sous la direction de Gênes, parvenant à chasser les occupants, mais ne peuvent reprendre toute les côtes, la puissantes armées françaises étant présente pour soutenir les Génois à Ajaccio et Bastia.
Trois mois après le traité de Versailles, le 15 août 1768, Louis XV proclame officiellement la réunion de la Corse à la France. Cependant, la conquête française de l'ile n'est réellement effective qu'à partir du 8 mai 1769, date à laquelle la France remporte la bataille de Ponte-Novo. À la suite de celle-ci, les Français tâchèrent de réconcilier les Corses à la domination française, en leur montrant de la bienveillance et de l'équité. Mais malgré cela, des meurtres, des brigandages et des révoltes partielles, souvent renaissantes, ne cessèrent de protester contre la conquête française.
En opposition à l'attaque française, Pascal Paoli affirme alors l'italianité du peuple corse en 1968 :

« Nous sommes Corses de naissance et de sentiment, mais nous nous sentons avant tout Italiens par la langue, les origines, les coutumes, les traditions ; et les Italiens sont tous frères et unis devant l'histoire et devant Dieu... En tant que Corses nous ne voulons être ni esclaves ni "rebelles" et en tant qu'Italiens nous avons le droit de traiter en égaux les autres frères italiens... Ou nous serons libres ou nous ne serons rien... Ou nous vaincrons ou nous mourrons (contre les Français), les armes à la main... La guerre contre la France est juste et sainte comme le nom de Dieu est saint et juste, et ici sur nos montagnes apparaîtra pour l'Italie le soleil de la liberté... »

Après la conquête française de la Corse, une partie des Corses collaborent avec les nouvelles autorités françaises, mais une autre partie mène une résistance acharnée dans les montagnes qui ne s'arrêtera qu'au moment de la réussite de la Révolution française, à laquelle les Corses, viscéralement opposés à l'absolutisme, se rallient massivement, en plus d'une amnistie générale dont bénéficient les rebelles Corses, incitant ceux-ci à baisser les armes.

### La Corse durant la Révolution française

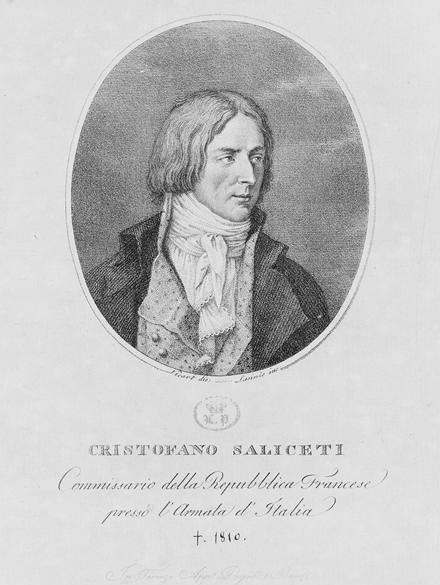
Antoine Christophe Saliceti (en corse : Antoniu Cristufaru Saliceti), personnalité éminente de la Révolution française qui a proposé le décret de réunion de la Corse à la France et a voté pour la mort de Louis XVI.

Les Corses soutiennent massivement la Révolution française, et les insurgés de Corse déposent les armes. Paoli revient d'exil. 
Après que le Roi Louis XVI ait été arrêté pour avoir tenté de se sauver, provoquant le Votes sur la mort de Louis XVI, les six députés de Corse votent unanimement pour punir le roi, deux pour la déportation, trois pour la détention le temps de la fin de la guerre, le dernier vote de Christophe Saliceti est en faveur de la peine de mort. Certains Corses sont alors des proches de Robespierre, dont Saliceti et Napoléon Bonaparte.
Durant l'Expédition de Sardaigne, la plupart des militaires français y prenant part sont Corses. L'expédition est sabotée, Pascal Paoli et Charles André Pozzo di Borgo sont accusés du sabotage par Lucien Bonaparte et Christophe Saliceti, discréditant Paoli, y compris parmi certains acteurs et anciens compagnons de la guerre d'indépendance corse, menant à un conflit entre les Corses pro-révolutionnaires et les paolistes, qui font alors sécession. Ce qui mène à  la  proclamation  du Royaume anglo-corse et finalement à la guerre de Corse qui dura deux ans où les français et leurs alliés corses se battront contre les Britanniques et leurs alliés corses. 
D'après Henri Martin, l'acquisition de la Corse ne se légitima qu'en 1789, lorsque les Corses devinrent citoyens libres d'une nation libre et ratifièrent solennellement leur réunion à la France, ratification confirmée d'une façon plus explicite encore en 1796, lorsque les Corses, après avoir été séparés du territoire français par les événements de la guerre révolutionnaire et par l'influence de leur héros Paoli, rejetèrent le joug anglais et revinrent spontanément à la France, sous l'influence d'un autre héros corse, devenu le vainqueur de l'Autriche, en attendant qu'il fût le dominateur de l'Europe. Néanmoins, le nationalisme corse fera plus tard une nouvelle apparition.
Pascal Paoli décide de faire sécession d'avec la France révolutionnaire et avec l'aide britannique, forme le Royaume anglo-corse, marqué par le fait que les généraux français aillant pour objectif de reconquérir la Corse sont eux-mêmes corses et à l'intérieur de l'île, de nombreux Corses se révoltent contre le régime pro-britannique, ce qui mènera au final à la retraite des britanniques et la Corse sera rattachée par la Corse suite au retour du général corse Antoine Gentili en Corse.

### La restauration
Après la Restauration, l'île fut encore plus négligée par l'État français. Malgré la présence d'une classe moyenne à Bastia et Ajaccio, la Corse resta un lieu par ailleurs primitif, dont l'économie reposait principalement sur l'agriculture de subsistance et dont la population constituait une société pastorale, dominée par les clans et les règles de la vendetta. Le code de la vendetta imposait aux Corses de se venger mortellement des atteintes à l'honneur de leur famille. Entre 1821 et 1852, pas moins de 4 300 meurtres furent perpétrés en Corse. Durant la première moitié du siècle, le peuple corse était encore immergé dans le monde culturel italien : la bourgeoisie envoyait ses enfants étudier à Pise, les actes officiels étaient rédigés en italien et la plupart des livres étaient imprimés en italien (la langue corse n'étant pas écrite à l'époque, l'italien standard servait de langue d'écriture, le corse étant la langue orale). De plus, de nombreux insulaires sympathisaient avec le Risorgimento qui se déroulait dans l'Italie voisine à cette époque : plusieurs réfugiés politiques de la péninsule, comme Niccolò Tommaseo, passèrent des années sur l'île, tandis que certains Corses, comme le comte Leonetto Cipriani prirent une part active aux combats pour l'indépendance italienne. Un certain soutien au nationalisme italien est alors présent dans la population.
Durant tout le XIXe siècle, de nombreux Corses sympathisent avec la doctrine bonapartiste et le nationalisme français tandis que d'autres Corses participent à la vie politique et militaire française. Beaucoup de Corses ont des convictions anti-royalistes, en lien avec leur histoire mouvementée avec la royauté. L'un d'eux, Joseph Fieschi tentera même de tuer le Roi de France Louis-Philippe Ier avec sa machine infernale. En Corse, le Comité central bonapartiste tient la mairie d'Ajaccio du XIXe siècle jusqu'en 2001.

### Seconde et Troisième République française
Du XIXe siècle au milieu du XXe siècle, les Corses se rapprochèrent également de la nation française en participant à l'Empire français, notamment en agent du colonialisme français. Nombre de Corses deviennent des soldats coloniaux dans un contexte où les Corses saisissent une opportunité de travailler alors que leur île est très pauvre. Dans tout l'Empire français, de nombreux Corses conservèrent un sentiment d'appartenance communautaire, leurs phénotypes et leurs noms à consonance italiques les rendant identifiables, le tout en créant des organisations où ils se réunissaient régulièrement, s'informaient mutuellement de l'évolution de la situation en Corse et s'entraidaient en cas de besoin, conservant une certaine endogamie.
À la moitié du XIXe siècle, une légère immigration en provenance de Toscane arrive en Corse, les immigrés toscans s'assimilent facilement à la population corse qui leur est apparentée et leur dialecte, le toscan, est très proche du corse. Les immigrants toscans mêlent ainsi leurs lignées à celles des Corses, de sorte que leurs descendants s'identifient avant tout comme corses. Toutefois, cela favorisera, à long terme, un mouvement nationaliste corse pro-italien quelques décennies plus tard parmi des Corses.
En 1891, Roland Bonaparte écrit dans Une excursion en Corse que les Corses ont particulièrement horreur de l'injustice et comme les Génois qui dominèrent l'île pendant 500 ans avaient érigé les dénis de justice en principe de gouvernement, il s'ensuivit que le Corse en était réduit à se rendre justice lui-même : de là la vendetta.
Le même siècle durant, des écrivains de renom ainsi que des politiciens continentaux prônent des mesures contre les Corses, voire les insultes ouvertement à travers des lettres envoyées et des ouvrages. En revanche, d'autres personnes de renom les admirent également, comme Prosper Mérimée, Guy de Maupassant et plus tard le Général de Gaulle qui admiraient les Corses.
Au début du vingtième siècle, de nombreux Corses émigrent, principalement sur Marseille ou dans les colonies de l'Empire colonial français, à la recherche de travail. Cette émigration provoque un fort déclin démographique. En même temps, de nombreux Corses rejoignent l'administration et les armées coloniales.
La Corse participe, avec le reste de la France, à la première guerre mondiale. On note près de 15 000 Corses tués sur le front, sur une population ne faisant alors que 250 000 habitants à l'époque.

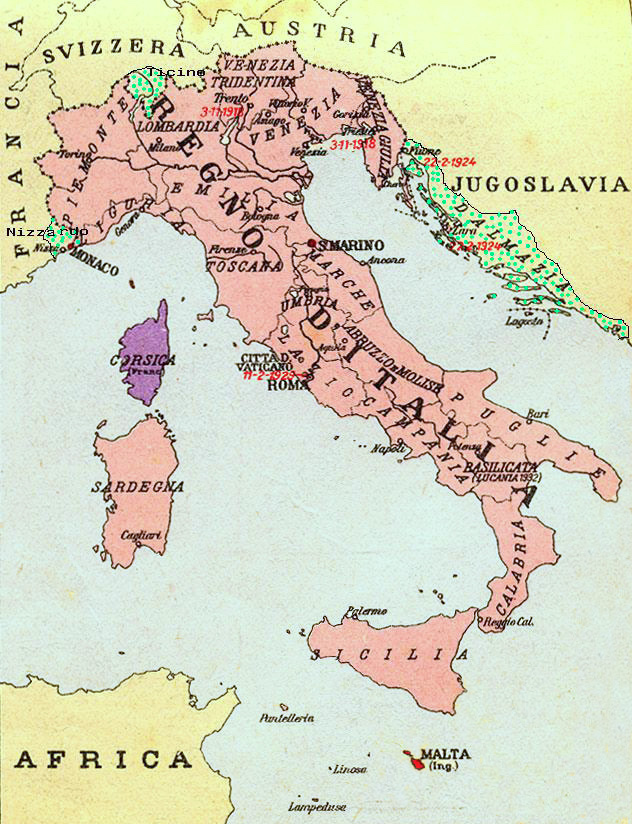
Carte des régions ethniquement italiques, incluant la Corse en violet, revendiquées par les nationalistes italiens en 1918. L'objectif à long terme étant de former la Grande Italie, dans un contexte où de nombreux italiens dénoncent une Victoire mutilée. L'Italie à la fin de la Première Guerre mondiale est secouée par une vague irrédentiste, alors que l'entreprise de Fiume est en cours.

Durant les années 1930, la Corse fait face à la montée de l'irrédentisme italien, attisé par des nationalistes corses d'extrême droite, à travers le Parti autonomiste corse et le journal A Muvra (qui fut le premier journal mêlant le culturel et la défense ethno-culturelle en Corse) qui, tout en soutenant la spécificité corse, soutiennent ouvertement le fascisme italien en affirmant l'identité italique des Corses. Une autre partie de la population est en contrepoids pro-française et opposée au régime de Benito Mussolini. Cette division se fera sentir durant la Seconde guerre mondiale, où les pro-italiens deviendront des collaborateurs, et les pro-français résistants.

### Cinquième République française
Dans les années 1960 à nos jours, une immigration non-corse arrivant en Corse, principalement du continent, attise l'hostilité d'une partie de la population corse, se sentant menacée d'une colonisation de peuplement par les « Gaulois » (un terme désignant les français continentaux), les « Pinzuti » voire les « colons ». En effet, l'immigration intra-régionale et non-corse pouvant être considérée comme une menace sur le plan ethnique (les Corses étant d'origine italique, alors que les continentaux sont majoritairement d'origine celtique), culturel, politique et de logement, mais aussi l'anticorsisme historique d'une  partie de la classe politique française attisant ainsi le nationalisme corse, voire un sentiment sécessioniste vis-à-vis de la France, voire une francophobie exacerbée face à l'« immigration massive » de non-corses. L'interdiction de la langue corse dans l'assemblée territoriale de Corse en fin 2024 attisant encore plus les tensions.
Selon Encyclopedia.com, les Corses se considèrent comme un groupe ethnique distinct[Quand ?].

## Diaspora corse
Une importante et documentée migration corse vers l'île voisine, la Sardaigne a eu lieu lors du Moyen Âge,,. Ce phénomène est accentué en continu du XIVe au XVIIIe siècle, avec l'émigration de nombreuses familles corses en Gallura, à Sassari et en Anglona. Il y avait aussi une grande communauté corse à Rome (Garde corse).
Au XIXe et jusqu'au début du XXe siècle, l'émigration corse était très importante. Les destinations principales des migrants étaient principalement les colonies françaises et l'Amérique latine (Porto Rico, Venezuela)[réf. souhaitée].
À partir de l'entre-deux-guerres (années 1920-1930), la France continentale est devenue la destination majeure de l'émigration, surtout Marseille qui devient alors la « première ville corse du Monde » (environ 200 000 Corses).
Les causes de cette émigration sont variées, allant de la pauvreté due à des restrictions des exportations, de la seconde révolution industrielle et des crises agricoles qui en suivent. Les dommages de la Première Guerre mondiale ont accentué ces départs[réf. souhaitée].
La diaspora corse compte selon les estimations entre 1 000 000 et 2 000 000 de personnes issues de l'émigration des Corses dans le monde, dont environ 1 000 000 en France continentale, 300 000 en Sardaigne[citation nécessaire], avec environ 200 000 corsophones en Gallura. Le reste de la diaspora corse en Italie se regroupe en Toscane et dans le Mezzogiorno. Il existe aussi une population corse de quelques centaines de milliers de personnes en Amérique latine, notamment à Porto Rico et au Venezuela.

## Culture

### Société militarisée

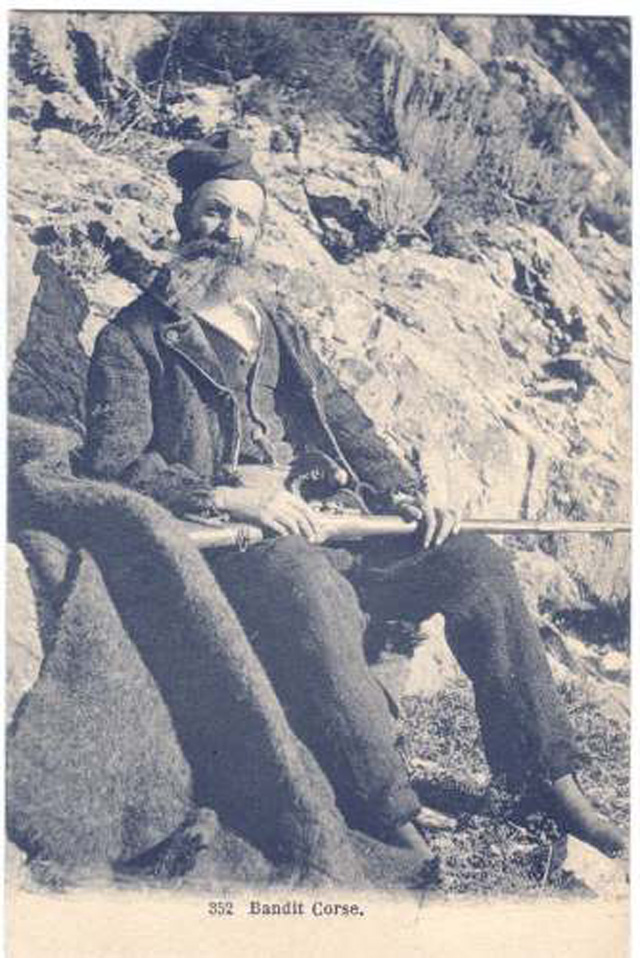
Un bandit corse au 19e ou 20e siècle.

La société corse est une société militarisée. Au Moyen Âge , de nombreux Corses faisaient partie des troupes de Condottiere au service de divers royaumes et empires d'Europe. Cela était probablement dû au fait que la Corse, privée de ressources, ne pouvait s'enrichir à l'époque que grâce à la guerre de ses habitants. Dans l' histoire de France, depuis la conquête de la Corse, les Corses étaient le groupe ethnique national le plus impliqué dans les forces armées en proportion de leur population. Après la conquête française de la Corse, de nombreux Corses refusant le joug français prirent les armes, harcelant les nouvelles autorités. Un grand nombre de généraux de l'armée française sous le Premier Empire étaient également Corses.
Au début du XXIe siècle, la Corse détient le record du nombre d'armes à feu par habitant. Avec 341 armes déclarées pour 1 000 habitants, l'île se classe en tête des régions françaises avec un niveau d'armement comparable à celui du Texas.

### Vendetta

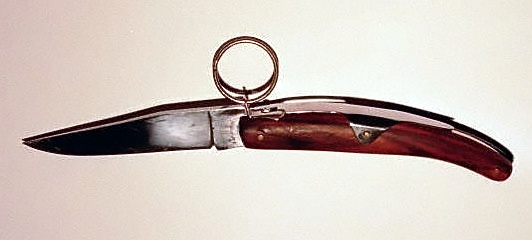
Un couteau pliant utilisé pour la Vendetta.

La vendetta était l'un des points clés de la société corse. Les Corses ont longtemps privilégié la vendetta, en raison de l'absence d'État et de culte de l'honneur, en cas de déshonneur envers soi-même ou un membre de sa famille, ou pour venger un meurtre commis par un imprudent. Il est important  de souligner que cette culture du faide existait également en Sicile, en Sardaigne et au nord de l'Albanie pour les mêmes  raisons : absence d'état et culture de l'honneur.
Chez les Corses, l'invocation permanente de l'honneur pour les choses les plus graves comme les plus triviales fût une attitude qui permet de régler ses comptes.
Dans certains cas, la vendetta peut être réglée par un médiateur, permettant ainsi à la vengeance de prendre fin, ou de se terminer par la mort du coupable.
Cette culture de la vendetta est peu pratiquée à l'époque contemporaine mais existe toujours.

### Costume traditionnel

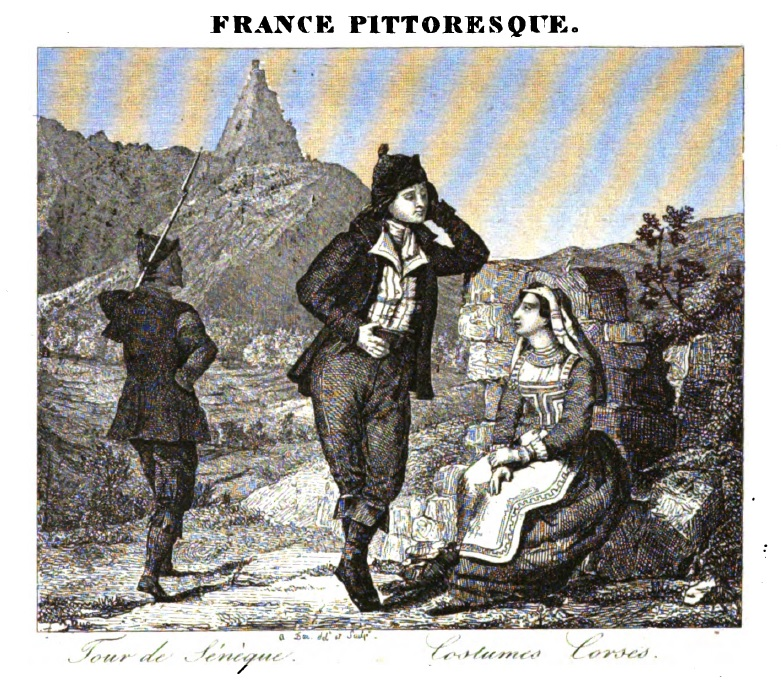
Costumes corses du XIXe siècle.

Vers 1802, l'habillement du corse consiste en un casaquin noirâtre, une brayette et des beillards de même ; le tout en poil de
chèvre ou en laine de mouton, d'une étoffe filée et tissue par la famille mais sans avoir été cardée car ce n'est pas la coutume ; un petit bonnet noir et pointu, en velours de Gênes avec des agréments, un manteau à capuchon très épais, tissu de même, ou plutôt cordé dans la famille et souvent sans couture ; enfin une chaussure de peau écrue de cochon ou de sanglier faite par lui-même ou bien une paire de souliers de pacotille génoise, qu'il ressemelle au besoin. Par ailleurs, plusieurs de ceux qui habitent proche des villes, substituent une veste, une culotte et des guêtres, de même étoffe, au casaquin, à la brayette et aux beillards. Aux environs de Bastia, vers 1802, la plupart ont un chapeau mais sans déroger au bonnet de velours noir, qu'ils réservent pour le dimanche et auquel le plebéien porte beaucoup de vénération, parce que les deux premières castes s'en décoraient anciennement par un privilège exclusif.
Le costume du paysan corse est simple et original vers 1835 : un bonnet pointu, ayant la forme d'un casque phrygien, en peau ou en laine, dont les côtés peuvent retomber sur les oreilles ; une veste d'étoffe brune, des culottes courtes, que soutient une ceinture où par-devant pend une large giberne et enfin des bottines de cuir écru composent son habillement à cette époque. Il porte par ailleurs à sa ceinture un long couteau et est ordinairement armé d'un fusil à baïonnette. Le costume des femmes de la même époque est plus varié : les Grecques de Cargèse ont un habillement qui rappelle celui des femmes maïnotes. Les paysannes des autres cantons, avec leur voile, ou mantille de drap à l'espagnole, portent dans les jours de fête des corsets, des jupons et des tabliers à couleurs vives et variées, comme ceux des paysannes italiennes.

### U Voceru

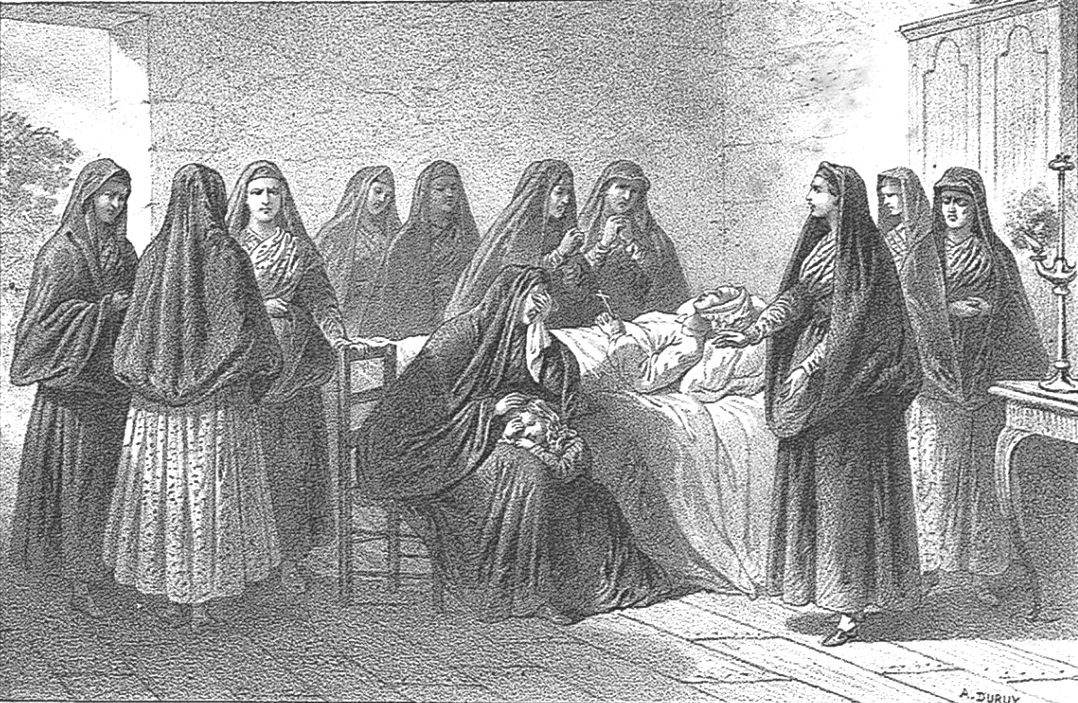
Illustrations du livre du prêtre Galletti sur le Voceru.

Le Voceru fait partie des chants funéraires corses. C'est un chant profane. C'est une complainte particulière chantée par une femme, en présence du défunt allongé sur la table ou le lit. La femme qui chante est la voceratrice. Le voceru caractérise la manière corse de pleurer les morts. Il est basé sur la colère, la tristesse et le chagrin.
Dans certains cas, lorsque le défunt a perdu la vie de manière violente, après avoir été assassiné, l'oraison se termine par un appel à la vendetta. Par exemple, dans le Voceru de Maria Felice di Calacuccia  :

« D'una razza cusì grande
Lasci solu una surella
Senza cugini carnali
Povera, orfana, è zitella.
Ma per fà la to vindetta
Stà sicuru, basta anch'ella. »

« D'une si grande race
Ne laisse qu'une seule sœur.
Sans cousins charnels
Pauvre, orpheline et petite fille.
Mais pour te venger
Rassurez-vous, cela suffit aussi. »

### Langue corse
La langue corse est une langue romane appartenant au groupe italo-roman. Étroitement apparentée au toscan, elle est très proche des dialectes d'Italie centrale. On distingue deux groupes dialectaux principaux, le cismuntincu (appellation traditionnelle en italien : cismontano) voisin du toscan (qui a donné naissance à l'italien moderne), et le pumuntincu (appellation traditionnelle en italien : oltramontano) qui présente de nombreuses caractéristiques communes avec le sicilien et les parlers continentaux de l'Italie méridionale. Des parlers très proches du pumuntincu (en particulier de sa variété sartenaise) sont également présents dans le Nord de la Sardaigne (gallurese et sassarese).
L'ensemble des dialectes corses présente une unité réelle, en ce sens que des règles au niveau de l'écriture permettent, par exemple, de passer de l'un à l'autre (langue-toit). Cette coexistence de l'unité et de la diversité a donné naissance au concept sociolinguistique de langue polynomique. Il y aurait environ 165 000 locuteurs[réf. souhaitée].

### Gastronomie
La Corse peut se targuer de bénéficier de nombreuses spécialités culinaires telles que la charcuterie (figatellu, lonzu, coppa) le fromage (brocciu) la farine (farine de chataigne) de l'huile, des clémentines et enfin du vin.

### Musique
La Corse demeure très marquée par la crise politique et économique des années 1970 et 1980 qui a vu l'éclosion de nombreux artistes de langue corse aux sensibilités autonomistes ou indépendantistes (Canta u Populu Corsu, Chjami Aghjalesi, i Muvrini, L'Arcusgi, Diana di l'Alba) dans le cadre du Riacquistu (mouvement de réappropriation et de remise au goût du jour de la culture corse), constituant le principal substrat du paysage musical corse actuel.
Les chants sacrés et liturgiques ainsi que les paghjelle conservent une place importante dans la musique corse, généralement sous forme de polyphonies. Subsistent également diverses danses médiévales (gigue, moresca, scuttiscia) accompagnées par des instruments de musiques locaux.
La Corse a également vu naître Tino Rossi, l'artiste français ayant vendu le plus de disques à l'étranger.

### Drapeau
Le drapeau de la Corse a été adopté par Pascal Paoli en 1755 et est basé sur un drapeau traditionnel utilisé précédemment. Il représente une tête de Maure en noir portant des cheveux crépus et un bandana blanc sur son front, le tout sur un fond blanc.
Il a été utilisé par la République corse (1755–1769) et a pratiquement été interdit après 1769, lorsqu'en 1768 Gênes donna l'île de Corse à la France pour payer une dette.
Tombé en désuétude après le Royaume anglo-corse, il a été ré-adopté en 1980 en tant que drapeau régional. Ce drapeau est proche de celui de la Sardaigne.

## Génétique
En 2006, une étude sur la structure génétique de la population corse révèle une forte proximité génétique entre Corses et Sardes.
En 2019, l'analyse du génome de la population corse révèle également une affinité génétique étroite avec les populations du nord et du centre de l'Italie, tout en partageant avec les Sardes une proportion notable d'ascendance, des processus démographiques et d'isolement similaires. Il est également vérifié que les corses auraient d'anciennes origines ibériques (lointaine ascendance basque), des origines grecques, germaniques et celtiques datant de la fin de l'Antiquité ainsi que des éléments arabes et berbères, datant de 55 à 70 générations (approximativement de l'époque de la chute de l'Empire romain aux invasions sarrasines du VIe siècle), tandis que les origines communes avec les sardes et les populations d'Italie centrale sont majoritaires. Dans les analyses, les échantillons corses étaient caractérisés par une ascendance élevée du Néolithique ancien européen (56 %), à l'instar des populations italiennes, espagnoles et balkaniques (Fig. 5B). De plus, la Corse abritait une proportion relativement élevée liée au néolithique iranien (22 %), tandis que la contribution des chasseurs-cueilleurs occidentaux et orientaux (WHG, EHG) était plus faible, environ 11 %. L'analyse a révélé que la population corse partage plusieurs caractéristiques génomiques avec la Sardaigne, l'Espagne et le centre-nord de l'Italie, créant un mélange unique d'ascendance génomique. Il existe également une minorité de corses ayant des origines slaves récentes, apparues à la suite de l'exode des Russes blancs en Corse et à l'assimilation de plusieurs émigrés Russes.

## Noblesses, familles et dynasties d'origine corse
• Famille d'Ornano

• Famille de Peretti

• Famille Colonna

• Famille Colonna d'Istria

• Mouradites (famille régnante de la Régence de Tunis)

• Famille De Paoli

• Maison Bonaparte

• Famille Andreani (sans titre de noblesse)

• Famille Pozzo di Borgo

• Famille Abbatucci

## Discrimination et stéréotypes
À travers les époques, les Corses ont été victimes de discrimination et de sentiments négatifs, notamment sous la Troisième République française, parmi les exemples, des injures à l’instar des Bretons, des Alsaciens ou encore des méridionaux d’Occitanie :
L'écrivain Victor Hugo a notamment écrit : « Chaque État a son esclave, chaque royaume traîne son boulet. La Turquie a la Grèce, la Russie la Pologne, l'Angleterre l'Irlande et la France a la Corse. A côté de chaque peuple maître, un peuple d'esclaves. Édifice mal bâti : moitié marbre, moitié plâtras. »
En 1890, le voyage du président Sadi Carnot en Corse est relaté dans Le petit journal tiré à plus d'un million d'exemplaire, par un article intitulé : « Le Président chez les sauvages. »
L'écrivain anarchiste Georges Darien n'hésitait pas à désigner les Corses comme « une race immonde ».
Les stéréotypes visant les Corses seraient qu'ils n'aiment pas les touristes, seraient paresseux ou qu'ils seraient tous racistes. Une autre description stéréotypée est celle des Corses aillant, selon certains individus, une violence congénitale, une opinion qui persiste depuis le XIXe siècle.

## Galerie

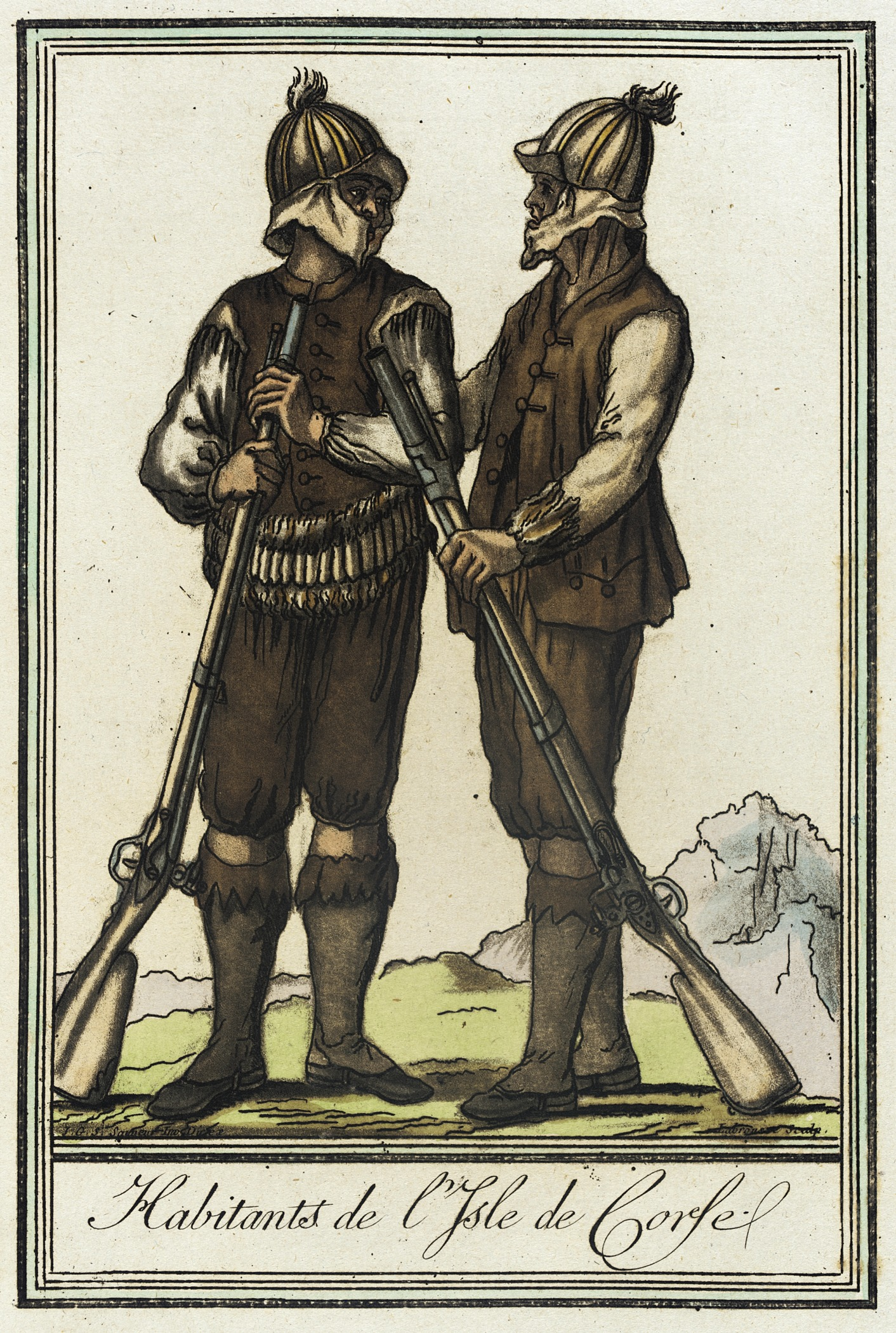
Illustration sur les habitants de la Corse, 1797.
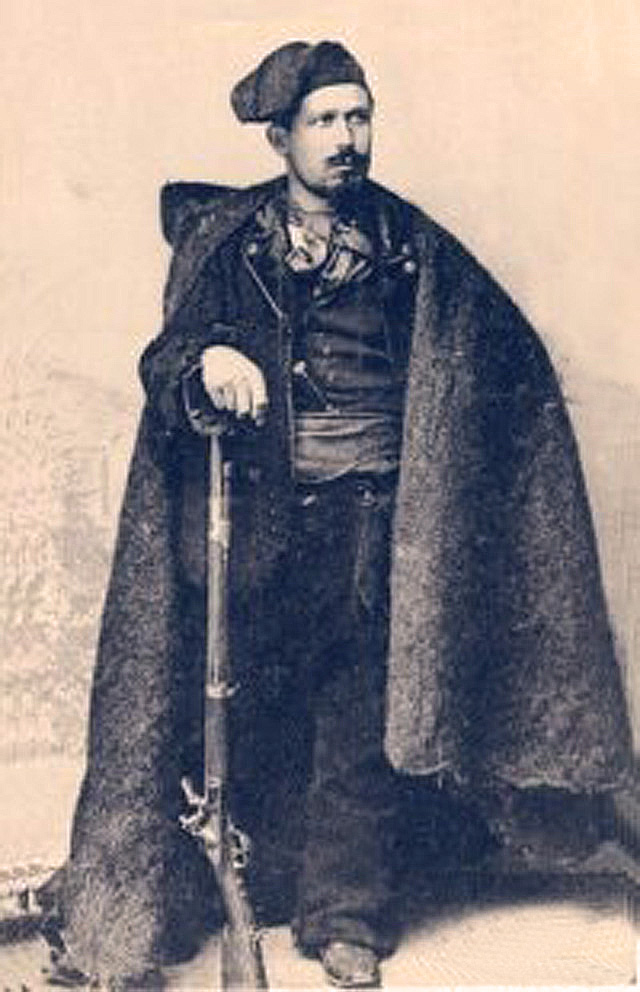
Bandit corse du début du XXe siècle.
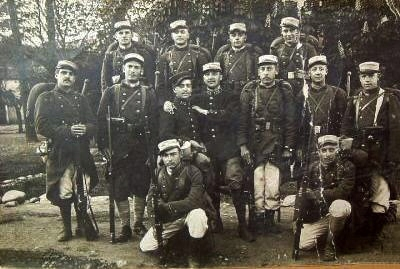
Troupes corses de l'armée française, 1917.
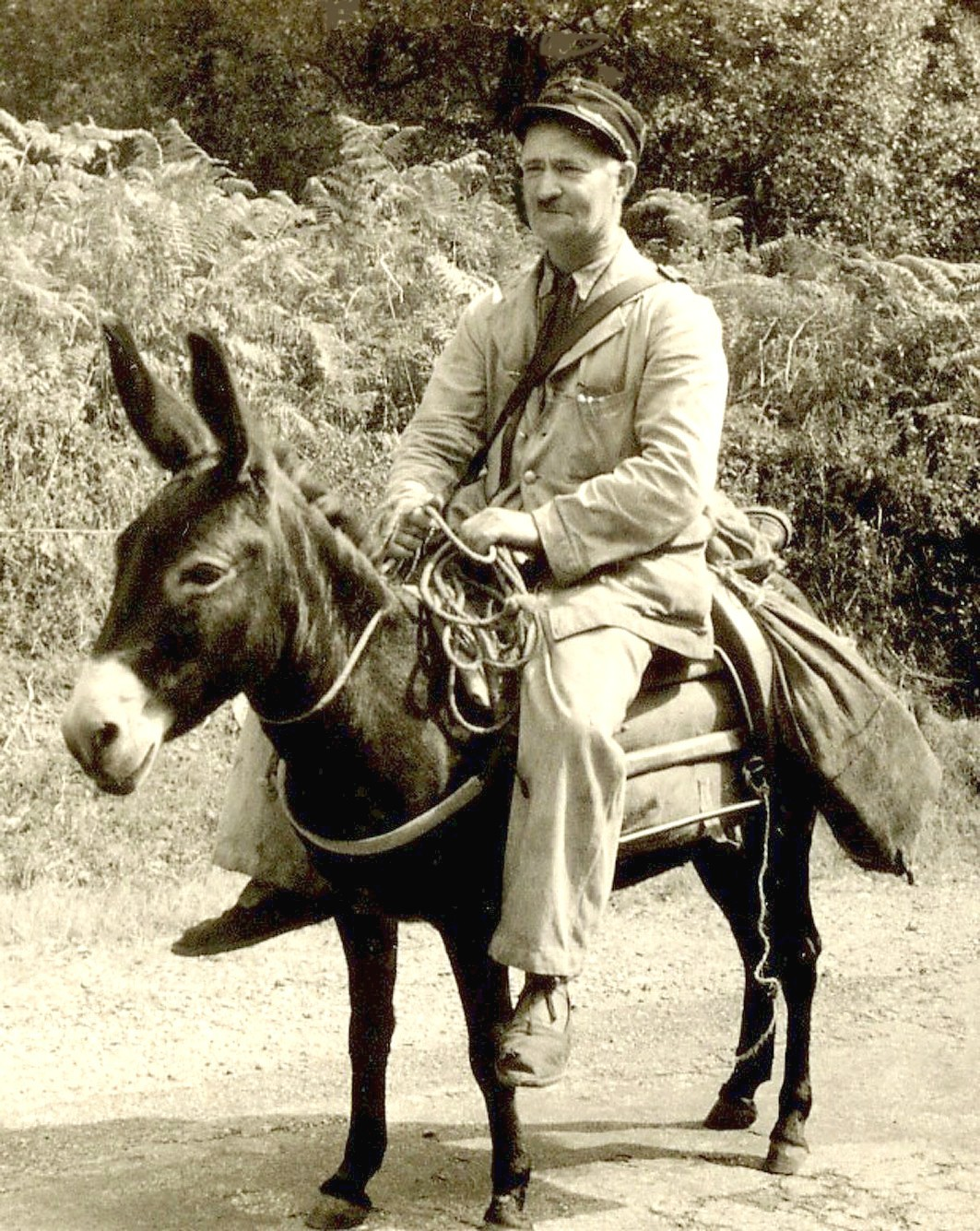
Facteur corse chevauchant un âne, 1952.
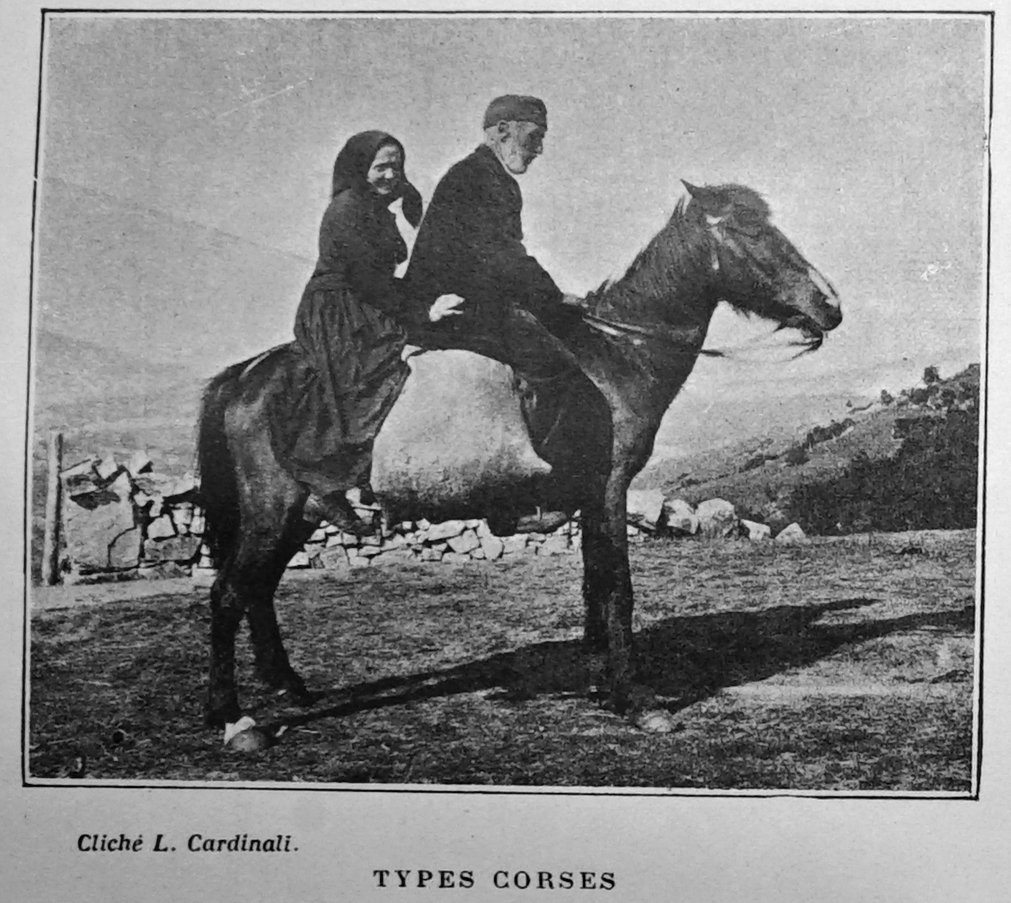
Deux anciens corses sur un cheval, 1904

## Corses dans la culture

### Littérature de non-fiction
- Justification de la révolution de Corse, (1758), écrit en italien standard (le corse n'était pas une langue écrite à l'époque mais est intercompréhensible avec l'italien) par Gregoriu Salvini, est un ouvrage recensant les injustices commises par la République de Gênes contre les Corses, à l'époque de la guerre corso-génoise.
- Un récit de la Corse (1768) de James Boswell : un document sur la République corse, les Corses, avec des recueils de Pascal Paoli dont Boswell fut un contemporain.
- Projet de constitution pour la Corse de Jean-Jacques Rousseau : Un projet de constitution de Rousseau destiné à la République corse qui n'aboutira pas suite à la Conquête française de la Corse en 1769.
- Vendetta - Les héritiers de la Brise de Mer (2020) écrit par les journalistes Violette Lazard et Marion Galland, l'ouvrage traite du Gang de la brise de mer.

### Littérature de fiction
- Les Frères corses (1844) d'Alexandre Dumas.
- Mateo Falcone (1829) de Prosper Mérimée.
- Colomba (1840) de Prosper Mérimée.
- Un bandit corse (1882) de Guy de Maupassant.
- L'Éducation de l'oubli (1974) d'Angelo Rinaldi.
- The Negotiator (novel) (en) (1989) de Frederick Forsyth.

### Films
- Adémaï bandit d'honneur (1943) de Gilles Grangier.
- Vengeance corse (1950) de Howard Hughes.
- The Bandits of Corsica (en) (1953) de Ray Nazarro.
- L'Âne de Zigliara (1971) de Jean Canolle.
- Un prophète (2009) de Jacques Audiard.
- Au cul du loup (2012) de Pierre Duculot.
- Permis de construire (2021) d'Éric Fraticelli.
- Le Royaume (2024) de Julien Colonna.

### Dessins animés
- Dans l'anime japonais Noir, Mireille Bouquet, l'une des deux personnages principales, est corse.